# Partes del libro
El libro es aquel formato de presentación de escritos e imágenes. Aunque los primeros libros tenían otras formas (por lo general la de rollo), la forma común del libro es hoy la de códice; es decir, un conjunto de hojas (de papel u otras materias similares, como el pergamino) unidas de diferentes métodos (encuadernación).
Las partes del libro a las que se refiere este artículo se pueden aplicar en general a todo tipo de libros.

## Estructura externa

Esquema del diseño de un libro común.

CubiertaEs la parte exterior del libro. Suele ser de un material más duro que el de los pliegos; generalmente cartón, plástico o cuero. En la cubierta lleva el título de la obra, su autor, e ilustraciones o diseños para hacerlo identificable y atractivo. A la cubierta frontal se le llama también carátula o tapa anterior y a la cubierta posterior, contracarátula o tapa posterior. Es muy común que se le diga "portada" a la cubierta, lo que genera confusión con la página del libro que lleva este nombre.
LomoEs la parte donde se sujetan todas las hojas. Suele llevar título, autor y editorial.
SolapaEs donde se imprime una lista de los libros de la colección, comentarios u otros datos parecidos. Se usa como separador.
ChaquetaPieza de papel que no está unida al libro, pero que lo recubre por completo, con objeto de preservar las cubiertas, sobre todo cuando son de cartón duro o están recubiertas con tela. También puede recibir los nombres de camisa, guardapolvo, funda, chaleco o forro (México).
Parlamento editorialLe indican al comprador la editorial, en dónde, en qué lugar y en qué fecha se imprimió el libro, y de cuántos ejemplares fue el tiraje.

## Estructura interna
La estructura interna de todo libro incluye los siguientes elementos:

### Páginas iniciales
Por lo general los escritores prefieren dejar la primera hoja de un libro en blanco por presentación.
Portadilla (o «anteportada»)Es la hoja que antecede a la portada y la primera página impresa, generalmente impar, en la que solo se presenta el título de la obra y el autor resumidos y, a veces, la colección o un resumen antes del inicio del libro. Originalmente era una hoja de protección, a modo de cubierta. Está impresa en el «recto» (lado delantero) y en ocasiones se aprovecha el «verso» (parte trasera para información, como novedades u otros libros de la colección). Ambas páginas van sin numerar, aunque la paginación puede empezar en ella.
ContraportadaEs la página par enfrentada a la portada (revés de la portadilla). No debe confundirse con la contracubierta, cubierta posterior o cuarta de forros, que constituye un elemento de la parte exterior del libro.
PortadaEs la página en la que figuran el título completo del libro, el nombre completo del autor o autores, el lugar y el año de la impresión, la editorial (y en la mayoría de casos su marca) y la colección. No se numera, aunque puede ser la página 1 del libro, y está siempre a la derecha. A menudo se tiende a confundir la portada de un libro con sus cubiertas o tapas (véase en estructura externa, forma parte de la cubierta).
Página legalSe encuentra detrás de la portada y lleva los créditos de autoría y de traducción, los elementos legales tales como el titular del copyright, el ISBN (International Standard Book Number: «número internacional normalizado del libro») y el depósito legal. Debe llevar la razón social, la dirección de la empresa editora y el año de publicación del libro. Algunas editoriales, en particular en el mundo anglosajón, incluyen una ficha bibliográfica normalizada para auxiliar a las bibliotecas.
Páginas preliminaresLos siguientes elementos no tienen un sitio fijo, siendo el orden más lógico el siguiente:
DedicatoriaOfrecimiento de la obra a una persona en particular.
EpígrafeCita de un texto de un autor diferente a quien firma el libro. El contenido se relaciona con el tema del libro.
AgradecimientosSe pueden colocar después de la contraportada, posterior a la portadilla o antes del prólogo, enfrentado con él en una página vuelta. También al final, antes del índice.
Índice generalQue da paso ya al contenido propiamente dicho. Puede estar al final.
PresentaciónHecha por el editor o la persona de mayor responsabilidad, no necesariamente vinculada al texto, pero sí a la edición.
Introducción o prefacioHecho por una persona que entienda del tema del libro de un modo general, un editor, un profesor o un especialista.
PrólogoResponsabilidad del autor y que da cuenta del contenido.

### Cuerpo de la obra
El Cuerpo de la obra es el texto principal de un libro o folleto. Puede estar dividido en capítulos o partes.

### Páginas finales

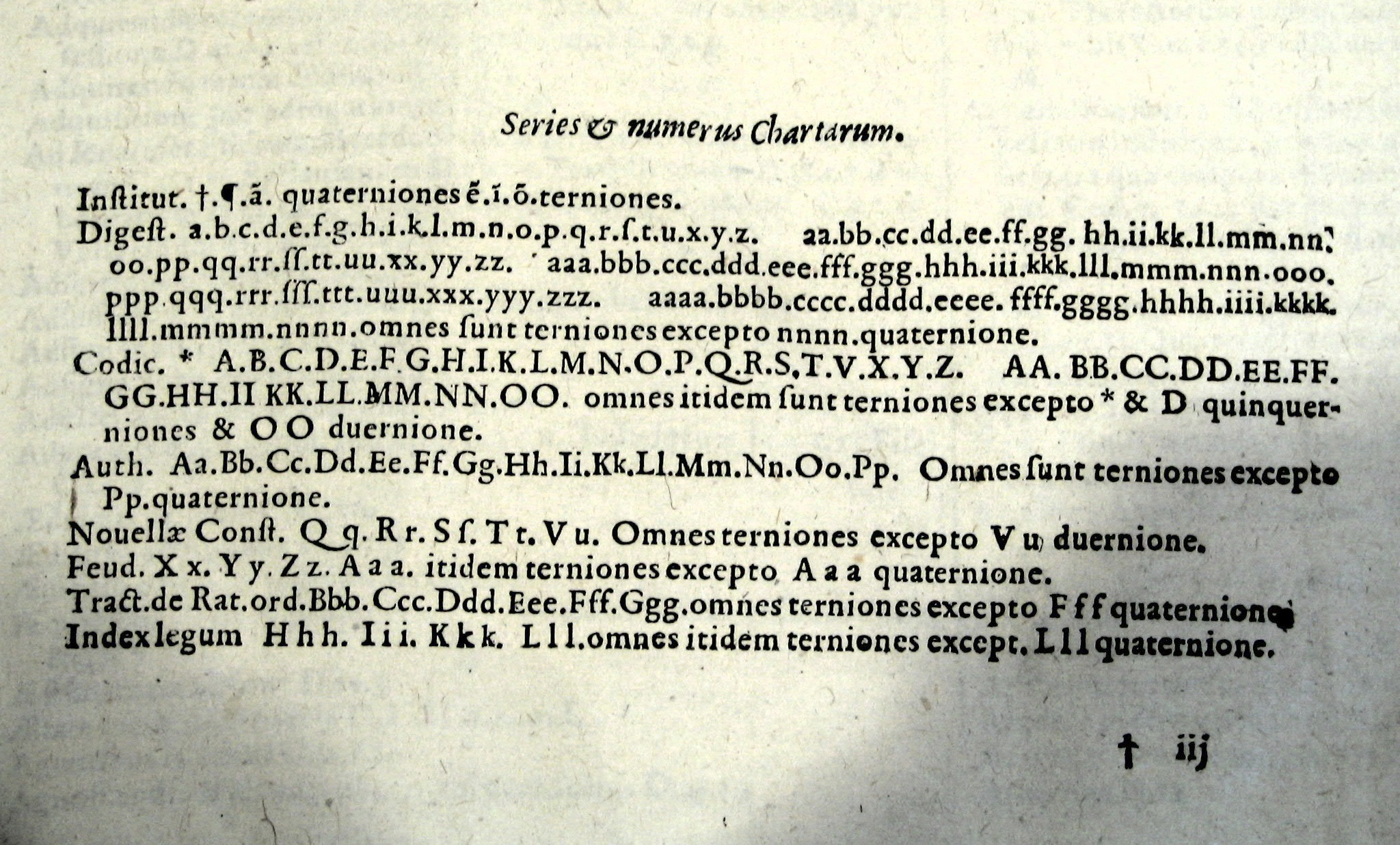
Registro en un libro del.

Apéndice o anexosIncluyen información que ayuda a interpretar parte del contenido del libro, o aspectos más técnicos y menos esenciales del libro, como información complementaria.
BibliografíaEl libro cita un conjunto de otros libros que el escritor utilizó como base para la redacción del mismo.
ColofónAnotación generalmente ubicada en la última página, donde se detallan los datos de impresión.
EpílogoRecapitulación, resumen o conclusión de lo expuesto.
GuardasHojas de papel que coloca el encuadernador dobladas por la mitad para unir el libro y la tapa.
Hojas de respeto (también llamadas «hojas de cortesía»)Hojas en blanco que se colocan al principio y al final del libro. Según la categoría de la edición se colocarán más o menos (hasta 4) y tantas al principio como al final.
Página legal
Glosario (del latín glossarĭum)En las últimas páginas, muchos libros suelen incluir un anexo en el que se definen y comentan algunos de los términos utilizados en el texto, con el fin de ayudar al lector a comprender mejor los significados.
UltílogoDiscurso puesto en un libro después de terminada la obra. Sinónimo de epílogo.
Registro de pliegos
Era una referencia de los cuadernillos que componían en libro de utilidad para los encuadernadores.
Fue un invento italiano de 1470. En los incunables se indicaban los reclamos, pero pronto se sustituyeron por las signaturas tipográficas. Dejó de usarse a principios del siglo XIX d. C..